# Lycopodiella glaucescens
Lycopodiella glaucescens är en lummerväxtart som först beskrevs av Karel Presl, och fick sitt nu gällande namn av B. Øllg. Lycopodiella glaucescens ingår i släktet strandlumrar, och familjen lummerväxter. Inga underarter finns listade i Catalogue of Life.